# Buddy Shuman 250 1957
Buddy Shuman 250 1957 var ett stockcarlopp ingående i  Nascar Grand National Series (nuvarande Nascar Cup Series) som kördes 20 juli 1957 på den 0,4 mile (643,737 m) långa ovalbanan Hickory Motor Speedway i Hickory, North Carolina. Totalt avverkades 100 miles (160,934 km) fördelat på 250 varv. Banunderlaget var dirt. Loppet vanns av Jack Smith i en Chevrolet ägd av Smith själv på tiden 1:42.09 med en medelhastighet på 58,737 mph. Prispotten uppgick till 4 610 dollar, varav 1 000 dollar gick till segraren. Loppet är uppkallat efter stockcarföraren Buddy Shuman som dog i en hotellbrand 13 november 1955.

## Resultat
| Plc     | Nr | Förare           | Team/ bilägare    | Konstruktör | Start | Varv | Ledda varv |
| ------- | -- | ---------------- | ----------------- | ----------- | ----- | ---- | ---------- |
| 1       | 47 | Jack Smith       | Jack Smith        | Chevrolet   | 3     | 250  | 57         |
| 2       | 42 | Lee Petty        | Petty Enterprises | Oldsmobile  | 13    | 250  | 20         |
| 3       | 12 | Joe Weatherly    | Holman-Moody      | Ford        | 14    | 250  | 3          |
| 4       | 38 | Gwyn Staley      | Julian Petty      | Chevrolet   | 1     | 250  | 104        |
| 5       | 22 | Fireball Roberts | Fireball Roberts  | Ford        | 7     | 250  | 0          |
| 6       | 97 | Bill Amick       | Bill Amick        | Ford        | 18    | 250  | 0          |
| 7       | 87 | Buck Baker       | Buck Baker        | Chevrolet   | 6     | 244  | 0          |
| 8       | 5  | Darel Dieringer  | John Whitford     | Ford        | 21    | 243  | 0          |
| 9       | 32 | Brownie King     | Jess Potter       | Chevrolet   | 15    | 229  | 0          |
| 10      | 1A | Whitey Norman    | Whitey Norman     | Ford        | 12    | 227  | 0          |
| 11      | 74 | L.D. Austin      | L.D. Austin       | Chevrolet   | 23    | 225  | 0          |
| 12      | 98 | Marvin Panch     | Marvin Panch      | Ford        | 17    | 220  | 0          |
| 13      | 94 | Clarence DeZalia | Clarence DeZalia  | Ford        | 25    | 217  | 0          |
| 14      | 13 | Peck Peckham     | William Meyer     | Chevrolet   | 22    | 212  | 0          |
| 15      | 88 | Duke DeBrizzi    | Charlie DePriest  | Oldsmobile  | 24    | 207  | 0          |
| 16      | 96 | Bobby Keck       | Bobby Keck        | Chevrolet   | 11    | 204  | 0          |
| 17      | 55 | Tiny Lund        | A.L. Bumgarner    | Pontiac     | 16    | 190  | 0          |
| 18      | 6  | Cotton Owens     | Ray Nichels       | Pontiac     | 20    | 156  | 0          |
| 19      | 64 | Johnny Allen     | Spook Crawford    | Plymouth    | 4     | 120  | 0          |
| 20      | 92 | Paul Goldsmith   | Herb Thomas       | Pontiac     | 5     | 83   | 0          |
| 21      | 14 | Billy Myers      | Billy Myers       | Mercury     | 10    | 67   | 0          |
| 22      | 26 | Curtis Turner    | Holman-Moody      | Ford        | 8     | 66   | 20         |
| 23      | 46 | Speedy Thompson  | Speedy Thompson   | Chevrolet   | 2     | 60   | 46         |
| 24      | 75 | Ken Rush         | Frank Hayworth    | Mercury     | 9     | 51   | 0          |
| 25      | 17 | Jim Paschal      | Jim Paschal       | Mercury     | 19    | 31   | 0          |
| Källor: |    |                  |                   |             |       |      |            |